# Sweden (New York)
Sweden est une ville du comté de Monroe, dans l'État de New York, aux États-Unis,. En 2010, elle comptait une population de 14 175 habitants.

## Démographie
Lors du recensement de 2010, la ville comptait une population de 14 175 habitants. Elle est estimée, en 2016, à 14 184 habitants.